# باول دروكس
باول دروكس (بالألمانية: Paul Drux) مواليد 7 فبراير 1995 في غومرسباخ، هو لاعب كرة يد ألماني يلعب كظهير أيسر. يلعب حاليا مع نادي فوكس برلين لكرة اليد ويحمل الرقم 95. مثل منتخب ألمانيا لكرة اليد. شارك في دورة الألعاب الأولمبية الصيفية سنة 2016.

## سجل المنافسة
شارك في البطولات التالية:
- بطولة العالم لكرة اليد للرجال 2015
- الألعاب الأولمبية الصيفية 2016

## الإنجازات
- كرة اليد في الألعاب الأولمبية الصيفية:
  -  برونزية: كرة اليد في الألعاب الأولمبية الصيفية 2016 – مسابقة الرجال

## روابط خارجية
- باول دروكس على موقع الاتحاد الأوروبي لكرة اليد (الإنجليزية)
- باول دروكس على موقع الدوري الألماني لكرة اليد (الألمانية)
- باول دروكس على موقع أوليمبيديا (الإنجليزية)
- باول دروكس على موقع اللجنة الأولمبية الألمانية (الألمانية)